# Grauwe piha
De grauwe piha (Lipaugus fuscocinereus) is een zangvogel uit de familie Cotingidae (cotinga's).

## Kenmerken
De vogel is gemiddeld 33 cm lang en weegt 120 tot 138 g. Het is de grootste vertegenwoordiger van het geslacht Lipaugus, met een relatief lange staart. De vogel is bijna egaal grijsblauw, van onder iets bleker grijs met een bruinkleurige waas in het verenkleed. De snavel is donkerbruin en de poten zijn grijs.

## Verspreiding en leefgebied
Deze soort komt voor van Colombia tot Ecuador en het uiterste noorden van Peru (Piura). Het leefgebied is montaan regenbos in de Andes tussen de 2000 en 3000 m boven zeeniveau.

## Status
De grootte van de wereldpopulatie is niet gekwantificeerd. De grauwe piha gaat in aantal achteruit door voortdurende ontbossing. Het tempo ligt echter onder de 30% in tien jaar (minder dan 3,5% per jaar). Om deze redenen staat de soort als niet bedreigd op de Rode Lijst van de IUCN.